# Zyklen der Zeit
Zyklen der Zeit: Eine neue, ungewöhnliche Sicht des Universums ist eine wissenschaftliche Monographie des mathematischen Physikers und Nobelpreisträgers Roger Penrose, veröffentlicht im Jahre 2010 beim britischen Verlag The Bodley Head. Das Werk erörtert die konforme zyklische Kosmologie von Penrose, eine Erweiterung der allgemeinen Relativitätstheorie und zugleich ein kosmologisches Modell, das dem Zweiten Hauptsatz der Thermodynamik große Bedeutung beimisst und das weder mit der Stringtheorie noch mit der Hypothese der inflationären Expansion des Universums vereinbar ist.

## Inhalt
Penrose erörtert zunächst den Zweiten Hauptsatz der Thermodynamik und seine Bedeutung für die Kosmologie, insbesondere seine Konsequenz, dass das Universum einem Zustand maximaler Entropie entgegenstrebt, und die Asymmetrie des Zeitpfeils im Allgemeinen. Dabei veranschaulicht Penrose Entropie vor allem mittels des Phasenraums, dessen Dimension durch die Zahl der vorhandenen Freiheitsgrade bestimmt wird (und in dem die Bewegung von Teilchen nach ausreichend langer Zeit in vorhersagbaren Raumbereichen endet). Im weiteren Verlauf konzentriert sich Penrose auf die Geometrie der Raumzeit, wie sie durch die allgemeine Relativitätstheorie beschrieben wird, und diskutiert die Expansion des Universums, die Bedeutung der Mikrowellenhintergrundstrahlung und des Urknalls sowie die Möglichkeit, Modelle der Raumzeit durch sogenannte Penrose-Diagramme darzustellen. Im abschließenden dritten Teil der Monographie wird dann die konforme zyklische Kosmologie von Penrose beschrieben und anderen Vor-Urknall-Modellen gegenübergestellt. Der Zusammenhang zur Quantengravitation wird kurz erörtert und experimentelle Konsequenzen der Kosmologie von Penrose werden diskutiert.
Hinsichtlich der im Buch thematisierten Frage, ob es zu einem Verlust an Information kommt, wenn Materie in ein Schwarzes Loch fällt, stimmte Penrose nicht mit Stephen Hawkings im Jahre 2005 vertretener Ansicht überein. Allerdings revidierte Hawking seine Ansicht später und vertrat wie Penrose eine Informationserhaltung.
Penrose betrachtete die langfristige Entwicklung des Universums. Er betont, dass nach sehr langer Zeit (mehr als 10100 Jahren) die Konzepte von Raum und Zeit bedeutungslos werden, da jede Masse bei weiter fortschreitender Expansion des Universums in extrem rotverschobene Photonen konvertiert wird. Den Zeitraum vom Urknall bis zu diesem in ferner Zukunft liegenden Zustand des Universums nennt Penrose ein Weltzeitalter (im englischen Original aeon), wobei die Charakteristika des Endzustands des vorangehenden Weltzeitalters verantwortlich für den von geringer Entropie geprägten Urknall des nachfolgenden Weltzeitalters sind.
Penrose verwies in seinem Buch auf bei den WMAP-Messungen in der Mikrowellenhintergrundstrahlung gefundene konzentrische Ringe. Diese seien Indiz der Richtigkeit seiner Kosmologie: Kollisionen Schwarzer Löcher resultieren nach Penrose (aufgrund dabei entstandener Gravitationswellen) in ebensolchen konzentrischen Strukturen im Mikrowellenhintergrund des nachfolgenden Weltzeitalters.

## Auflagen und Übersetzungen
- Roger Penrose: Cycles of Time: An Extraordinary New View of the Universe, Vintage Books, New York City 2011, ISBN 978-0-099-50594-5.

Die Originalausgabe ist im Jahre 2010 erschienen:
- Roger Penrose: Cycles of Time: An Extraordinary New View of the Universe, The Bodley Head, London 2010, ISBN 978-0-224-08036-1.

Die deutsche Übersetzung ist im Jahre 2011 erschienen:
- Roger Penrose: Zyklen der Zeit: Eine neue, ungewöhnliche Sicht des Universums, Springer Spektrum, Heidelberg 2011 (Softcover 2013), ISBN 978-3-8274-2801-1.

## Rezensionen
Einige Rezensenten haben ein vollständiges Verständnis des Buchs als Herausforderung bezeichnet. So empfiehlt etwa Graham Storrs im New York Journal of Books Laien, Abstand zu nehmen: „And if you’re having trouble [...], then Cycles of Time might not be the book for you.“ Und der amerikanische Schriftsteller Anthony Doerr betont im The Boston Globe, dass Penrose vor intensivem Einsatz von Formeln nicht zurückschrecke: „Penrose has never shied away from including mathematics in his texts, and kudos to his publisher for honoring that wish. That said, the second half of Cycles of Time offers some seriously hard sledding [...] If you'll forgive a skiing metaphor, Cycles of Time is a black diamond of a book.“
Andere Rezensenten, wie etwa Doug Johnstone im The Scotsman, begrüßen die innovativen Ideen von Penrose. Manjit Kumar hebt im The Guardian die an eine Matrjoschka-Puppe erinnernden geometrischen Eigenschaften der Kosmologie von Penrose positiv hervor und vermutet, dass diese selbst von M. C. Escher gebilligt worden wären.